# Fernanda Machado
Fernanda Arrias Machado (Maringá, 10 de octubre de 1980) es una actriz brasileña.

## Biografía
Debutó en televisión en 2004 en la Rede Globo, en la novela Começar de Novo, Antônio Calmon y Elizabeth Jhin.
En 2007 actuó como Joana de Paraíso Tropical, la novela de Gilberto Braga y Ricardo Linhares, que se considera su mejor trabajo en televisión.
Tanto en Alma gemela como en Caras & Bocas, los personajes que Fernanda interpretó comenzaron como villanos de la historia, pero terminaron "redimiéndose" en el curso de las tramas.
En 2011 hizo un cameo en la novela Insensato corazón. En 2013 regresa a las novelas en Amor à Vida, donde interpreta a otra villana, esta vez la ambiciosa Leila.

## Vida personal

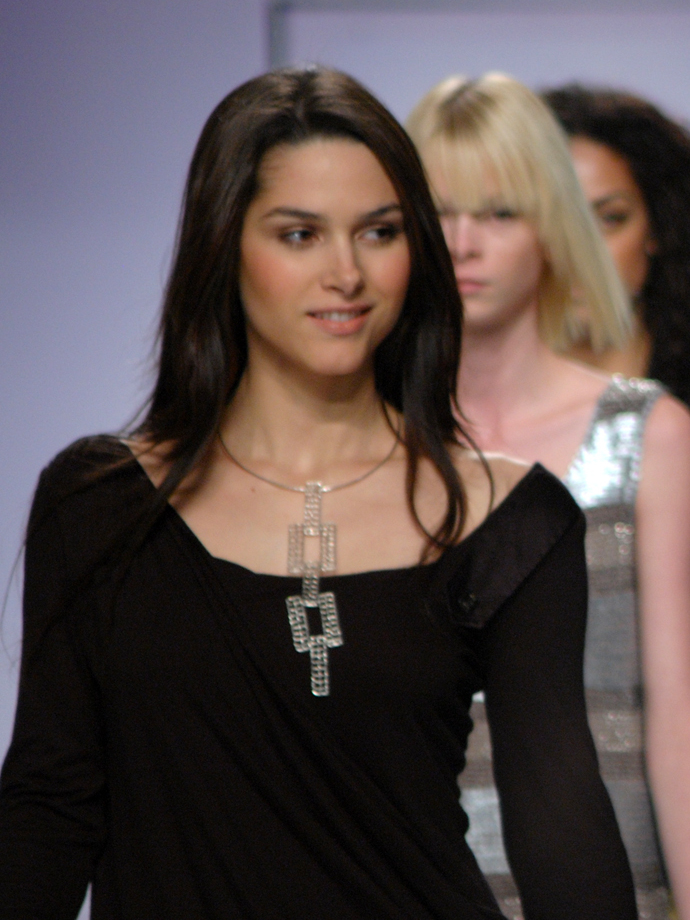
Machado (2008)

Fernanda ha salido con el actor Jorge Pontual, y el fotógrafo Marcelo Faustini. Actualmente está casada con el estadounidense Robert Riskin.

## Filmografía

### TV
| Año  | Título              | Personaje                        |
| ---- | ------------------- | -------------------------------- |
| 2004 | Começar de Novo     | Sofya Andreevna Mishkina (Sonya) |
| 2005 | Alma gemela         | Dalila Santini da Silva          |
| 2007 | Paraíso Tropical    | Joana Veloso Schneider           |
| 2008 | Queridos Amigos     | Lorena Vianna                    |
| 2008 | Casos e Acasos      | Adriana                          |
| 2008 | Casos e Acasos      | Fabíola                          |
| 2008 | Dicas de Um Sedutor | Júlia                            |
| 2009 | Acuarela del amor   | Laís Molinari Vasconcellos       |
| 2011 | Insensato corazón   | Luciana Alencar                  |
| 2011 | Macho Man           | Dra. Rosany                      |
| 2013 | Rastros de mentiras | Leila Melo Rodriguez             |
| 2018 | Impuros             | Andreia Aragão                   |

### Películas
| Año  | Título                                  | Personaje |
| ---- | --------------------------------------- | --------- |
| 2007 | Inesquecível                            | Esposa    |
| 2007 | Tropa de élite                          | Maria     |
| 2008 | Inverno (cortometraje)                  | Paula     |
| 2009 | Flordelis: Basta uma Palavra para Mudar | Isabel    |
| 2011 | Mentiras Sinceras                       | Beth      |
| 2011 | Amanhã Nunca Mais                       | Solange   |
| 2013 | Confia em Mim                           | Lúcia     |
| 2014 | Man Camp                                | Mari      |
| 2016 | A Menina Índigo                         | Mari      |